# امیرحسین خدامرادی
امیرحسین خدامرادی (زادهٔ ۲۳ شهریور ۱۳۷۹) بازیکن فوتبال اهل ایران است که در پست وینگر برای باشگاه فوتبال نیروی زمینی تهران بازی می‌کند
وی با درخشش در تیم امید استقلال و عملکرد چشمگیرش توانست نظر مربیان تیم بزرگسالان استقلال را به خود جلب کند. استعداد او در پست هافبک هجومی باعث شد تا تیم‌های مختلف برای جذب او رقابت کنند. در آخر او با تیم اصلی استقلال تهران قرارداد بست.
وی همچنین در تیم ملی فوتبال نوجوانان ایران بازی کرده‌است.

## آمار حرفه‌ای
| عملکرد    | عملکرد  | عملکرد   | لیگ      | لیگ      | جام      | جام      | قاره‌ای | قاره‌ای | مجموع | مجموع |
| فصل       | باشگاه  | لیگ      | بازی     | گل       | بازی     | گل       | بازی   | گل     | بازی  | گل    |
| ایران     | ایران   | ایران    | لیگ برتر | لیگ برتر | جام حذفی | جام حذفی | آسیا   | آسیا   | مجموع | مجموع |
| --------- | ------- | -------- | -------- | -------- | -------- | -------- | ------ | ------ | ----- | ----- |
| ۲۰۱۹–۲۰۲۰ | استقلال | لیگ برتر | ۵        | ۰        | ۱        | ۰        | ۰      | ۰      | ۶     | ۰     |
| ۲۰۲۰–۲۰۲۱ | استقلال | لیگ برتر |          |          |          |          |        |        |       |       |
| مجموع     | مجموع   | مجموع    | ۵        | ۰        | ۱        | ۰        | ۰      | ۰      | ۶     | ۰     |